# Büchel
Büchel là một xã thuộc huyện (Landkreis) Cochem-Zell, bang Rheinland-Pfalz, Đức. Xã này có diện tích 12,84 ki-lô-mét vuông. Xã này tọa lạc trên dãy núi Eifel.

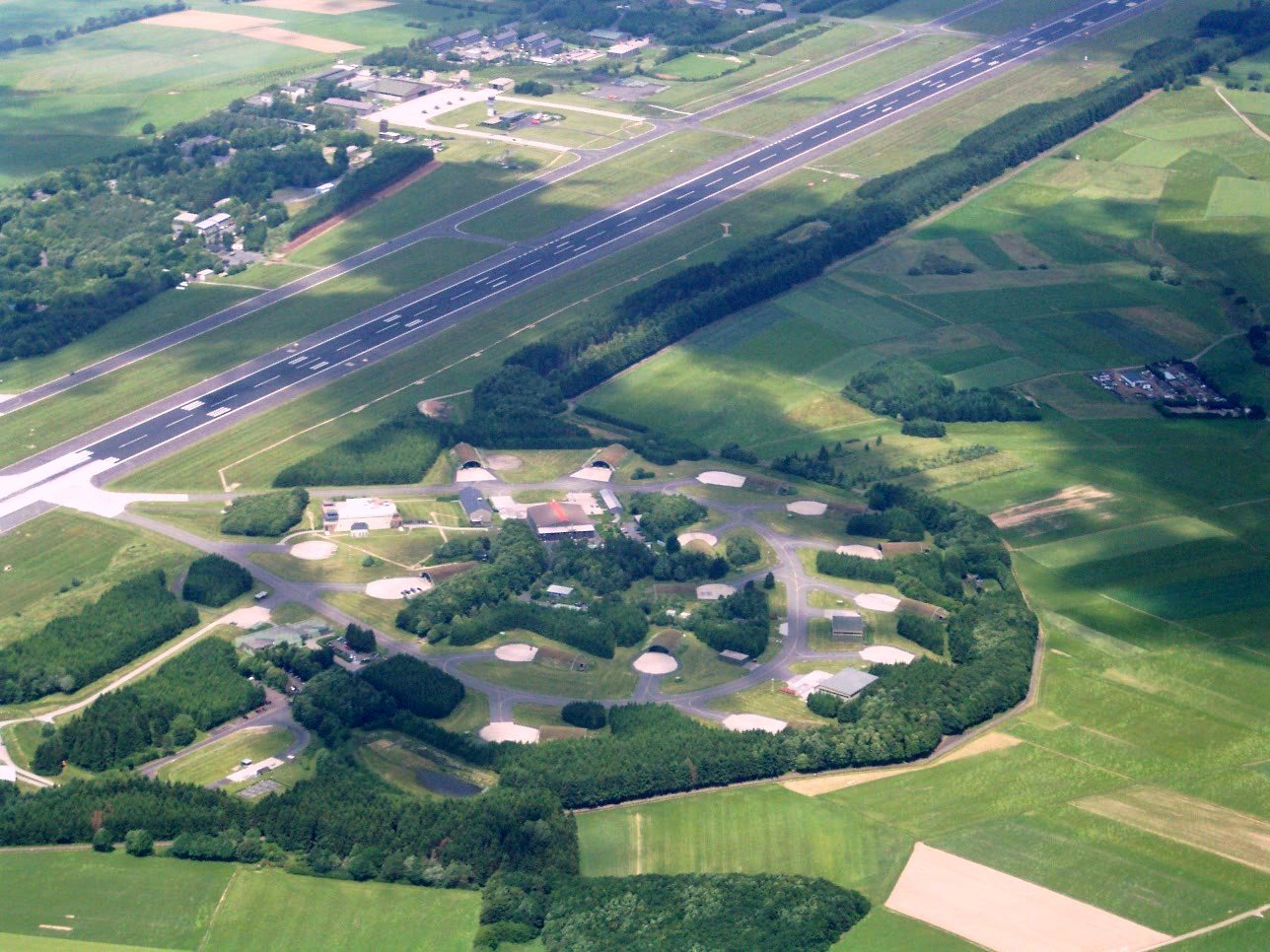
Căn cứ không quân Büchel